# 松下丈吉
松下 丈吉（まつした じょうきち、安政6年2月6日（1859年3月10日） - 昭和6年（1931年）7月1日）は、東京英語学校（日本学園中学校・高等学校）創立者、政教社同人、『日本人』発刊者。息子は海軍中将の松下元。号は鬼窟。

## 経歴
福岡久留米藩士の子。1867年5月に慶應義塾に入学し、同年11月には同塾内の医学所（慶應義塾医学所）に転じる。同所卒業後は千頭清臣、谷田部梅吉と東京英語学校（のち日本中学校と改称）の創立を発起し、教頭となる。大同団結運動に参加し、京都・大阪さらには近畿地方を幅広く遊説。ついで宮崎道正、杉浦重剛と東京文学院を設立（まもなく閉鎖）。1893年頃、久留米中学校校長となり、1894年2月明善校（福岡県立明善高等学校）第三代校長。川島純幹『米国史』に序を寄す。1920年、日本中学校協議員。この間、三宅雄二郎、菅了法、志賀重昂、辰巳小二郎、小中村義象、南方熊楠らと幅広く交友。
その他、称好塾にある杉浦宅に会合して、当時の社会的風潮の主流とされた欧化主義と戦うために「政教社」という結社を作り、日本主義を唱道して雑誌「日本人」を創刊した。